# Pestszenterzsébet

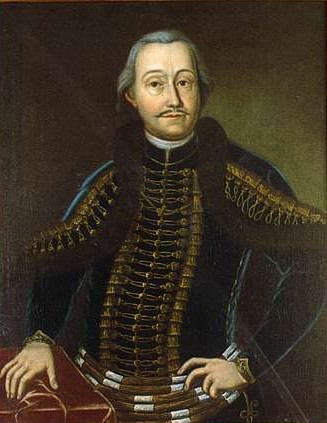
Grassalkovich Antal (1694–1771). Gubacsipuszta 1731-ben került a tulajdonába

Pestszenterzsébet egyike az 1950-ben Budapesthez csatolt megyei városoknak, mely 1994-ig Soroksárral együtt alkotta, azóta pedig önállóan alkotja Budapest XX. kerületét Pesterzsébet néven.

## Története
Gubacs nevét a magyarok betelepülésében részt vevő Huba vezérről kapta. A szeretet hangzó "cs" hozzáadásával, azaz szeretett Huba vezér a jelentése.
Területe 1661-től a felsővattai Wattay Pál (Pest-Pilis-Solt vármegye helyettes alispánja, majd fia János a vármegye kuruc alispánja) család birtokába került. Mária Terézia uralkodása alatt 1731-ben Gubacsot a törvények kijátszásával a gödöllői uradalomhoz csatolták. Így a hű szolgálatokért a labanc Grassalkovich Antal tulajdonába került.
A Soroksárhoz tartozó Gubacsipuszta területén az 1860-as évektől két telep alakult ki parcellázások útján. Az egyik Erzsébet királyné, I. Ferenc József felesége tiszteletére az Erzsébetfalva nevet kapta, a másiknak Kossuth Lajos után Kossuthfalva lett a neve. A két telep 1897. július 11-én szakadt el Soroksártól és alakult önálló nagyközséggé Erzsébetfalva néven. A hagyomány szerint Erzsébetfalva elnevezése a parcellázások előtti időkből származik és Szekrényessy Pálné szül. Dillinger Erzsébet (1809-1892) keresztnevére utal, lévén a Szekrényessy család már az 1830-as évektől jelentős gubacsi birtokokkal és elegáns kúriával rendelkezett e területen.
1919-ben, a Magyarországi Tanácsköztársaság alatt a község átmenetileg a Leninváros nevet viselte.[forrás?]
A fiatal település népessége rendkívüli sebességgel növekedett, 1900-ban meghaladta a 15 ezer, 1910-ben a 30 ezer, 1920-ban a 40 ezer, 1930-ban a 67 ezer, 1941-ben pedig már a 76 ezer főt is.
A gyors fejlődésnek köszönhetően Erzsébetfalva 1923-ban rendezett tanácsú várossá alakult. (Egyes források 1924. január 1-jét adják meg az átalakulás dátumaként, mivel ez volt az átszervezés előírt végső határnapja. Valójában több hónapos folyamatról volt szó, ami a belügyminiszter 1923. szeptemberi engedélyével kezdődött és a december 18-án tartott képviselő-testületi választással illetve az új testület december 20-án tartott alakuló ülésén megejtett tisztújítással zárult.) Az új város elnevezése 1924-től Pesterzsébet lett, így feloldva a név és a rang közötti ellentmondást. 1932-ben újabb névváltoztatásra került sor, az Erzsébet nevet a korszellemnek megfelelően átértelmezték, és a város Árpád-házi Szent Erzsébet halálának 700-adik évfordulója alkalmából a Pestszenterzsébet nevet kapta.
Pestszenterzsébet 1950. január 1-jétől több más településsel együtt Budapest része lett és ettől kezdve 1994-ig Soroksárral a főváros XX. kerületét alkotta. Az 1950–1990 közötti időszakban a kerületre, illetve a városrészre a Pesterzsébet elnevezést használták, és ezt a nevet használja ma is a kerületi önkormányzat. (2012 óta újra Erzsébetfalva a városrész neve, a kerületé változatlan maradt.)

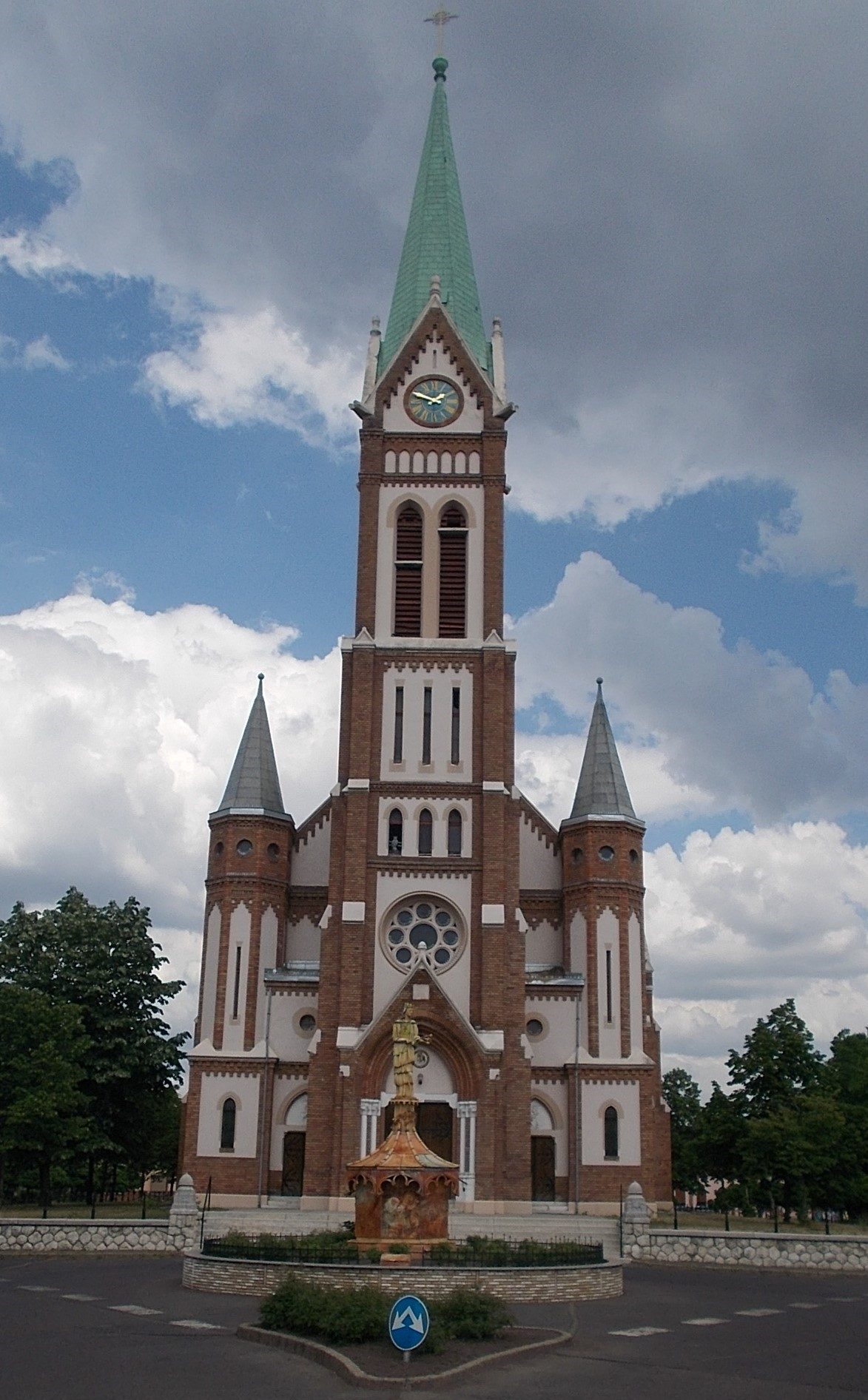
Szent Erzsébet-emlékmű és templom
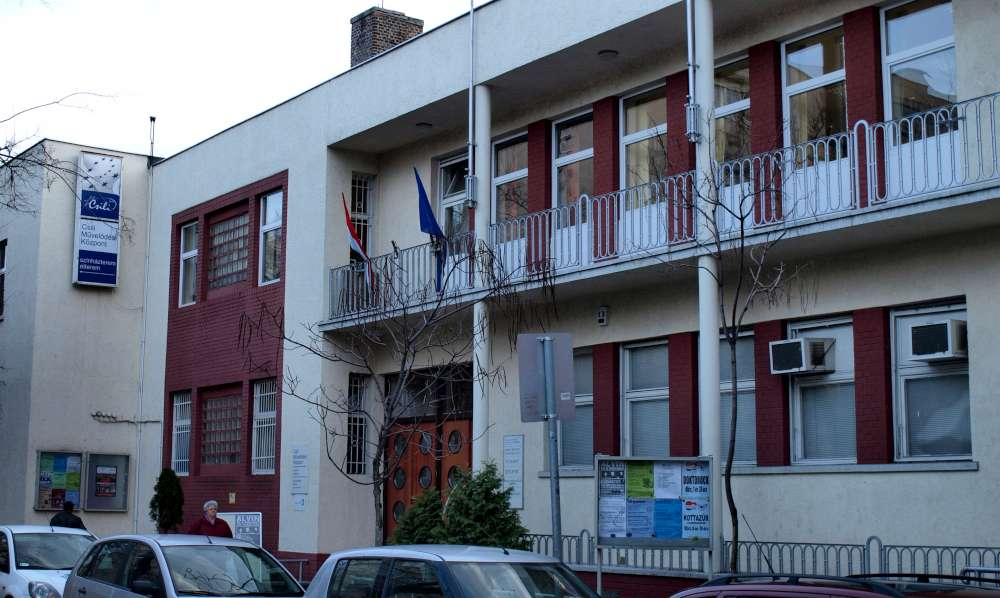
Csili Művelődési Központ

## Híres emberek
- Itt született 1898-ban Pongrácz Kálmán, Budapest polgármestere 1949 és 1950 között
- Itt született 1909-ben Nagyajtay György magyar színész
- Itt született 1916-ban Zsigmond Ede magyar költő
- Itt született 1920-ban Pataky Kornél győri püspök
- Itt született 1923-ban Pusztai Ferenc Kossuth-díjas magyar tervezőmérnök, feltaláló
- Itt született 1924-ben Dalos László Táncsics Mihály-díjas és Aranytoll díjas magyar újságíró, író, Nádasdy Kálmán-díjas opera műfordító, zenei szövegíró
- Itt született 1926-ban Mönich László magyar rövidfilmrendező, híradószerkesztő
- Itt született 1926-ban Sütő Irén magyar színésznő érdemes művész
- Itt született 1934-ben Reményi Károly Széchenyi-díjas magyar gépész- és villamosmérnök, energetikus, egyetemi tanár, a Magyar Tudományos Akadémia rendes tagja
- Itt született 1935-ben Dálnoki József magyar labdarúgó
- Itt született 1936-ban Ratkó József József Attila-díjas magyar költő
- Itt született 1939-ben S. Tóth József Jászai Mari-díjas magyar színész
- Itt született 1941-ben Hornok László kertészmérnök, a hazai gyógynövénytermesztés oktatásának kiemelkedő alakja.
- Itt született 1942-ben Kustár Zsuzsa magyar iparművész
- Itt született 1943-ban Tárnok Zoltán magyar író, szerkesztő
- Itt született 1943-ban Tóth Valéria Munkácsy Mihály-díjas szobrászművész
- Itt született 1945-ben Török Sarolta magyar színésznő
- Itt született 1945-ben Veres András irodalomtörténész
- Itt született 1946-ban Jancsik Ferenc magyar színész
- Itt született 1947-ben Rimóczi Imre mikológus, egyetemi tanár
- Itt született 1948-ban Dunai Imre karikaturista
- Itt született 1948-ban Szohár Ferenc magyar producer, gyártásvezető, egyetemi tanár
- Itt született 1949-ben Melis Gábor magyar színész
- Itt született Nagy Éva magyar énekesnő
- Itt hunyt el 1944-ben Forgács Rózsi magyar színésznő, színházigazgató
- Itt él Gosztola Orsolya országos bajnok evezős, a Csepel Evezős Klub igazolt versenyzője.
- Itt él Bernáth Ferenc gitárművész-gitártanár-zeneszerző
- Itt lakott Radó Árpád rádióbemondó.
- Itt született 1969-ben Imre Sándor villamosmérnök,  a Magyar Tudományos Akadémia levelező tagja, a Magyar Cserkészszövetség elnökségi tagja.[7]

## A település a filmekben, irodalomban
- Pestszenterzsébet érintőlegesen említésre kerül Dobray György A Mi Ügyünk, avagy az utolsó hazai maffia hiteles története című filmvígjátékában, a történet szerint itt élt gyerekkorában a maffiavezér Bárdy György alakította sofőrje.